# Тед (филм)
Тед (енгл. Ted) је америчка комедија чији је режисер, копродуцент и косценариста Сет Макфарлан.
Радња филма прати Џона Бенета, коме се у детињству остварила жеља да његов плишани меда Тед оживи, али Тед временом ствара све више проблема и спречава Џона да развије везу са девојком Лори. Главне улоге тумаче Сет Макфарлан, Марк Волберг и Мила Кунис.
Филм је углавном наишао на позитивне коментаре критичара и остварио је добру зараду на биоскопским благајнама, а наставак је најављен за 2015. годину. Такође је био номинован за награду Оскар у категорији Најбоља оригинална песма.

## Радња
Године 1985. Џон Бенет (Марк Волберг) је био усамљено дете које је желело плишаног меду за новогодишњи поклон да оживи и постану пријатељи. Његова жеља се поклапа са падом звезде у исто време, што је претвара у стварност. За неко време, плишани меда Тед (глас Сет МекФарлана) постао је чудо и славна личност. После 27 година, њих двоје су и даље прави пријатељи, детињасти и безбрижни. Џон има девојку Лори (Мила Кунис), која чека Џонову понуду за брак, али не прихвата Теда. Џон не жели да се растане од Теда, али је приморан да му нађе нови дом и посао у радњи где Тед проналази девојку. Тед наставља да буде несташан и доводи двоје младих у сукоб, након чега му Џон каже да се више неће дружити. После неког времена, Џон и Тед се помире, а Тед договара састанак Џона и Лори уз помоћ певачице Норе Џонс, која му помаже да искаже своја осећања.
Иако ствари не иду по плану, Лори је такође дирнута Тедовим гестовима и Тед говорећи да је он организовао сав посао око њихове веридбе каже да ће их оставити на миру. Одмах након овог признања и након што Лори оде, Теда киднапује луди обожаватељ Дони (Ђовани Рибизи) који га жели за свог сина - размажени дебели клинац по имену Роберт. Док једног дана Тед покушава да одврати Роберту пажњу како би позвао Џона, ухваћен је. Касније, заљубљени пар покушава да га спасе, али након јурњаве у парку, Тед је фатално преполовљен. Лори и Џон покушавају да га оживе, али то је немогуће. Те ноћи, Лори, осећајући се кривом, пожели Теду да оживи помоћу звезде падалице, што се и дешава. Затим се Џон и Лори венчавају и Тед се одваја да живи сам, настављајући живот са својом девојком. Једне ноћи, Тед је ухваћен у збуњујућој ситуацији како једе кромпир салату у продавници у којој ради, што је „довољно” добар разлог да буде унапређен у менаџера продавнице. Дони је ухапшен због отмице плишане играчке, али је касније пуштен због тога што је оптужба звучала глупо. За то време Роберт је унајмио приватног тренера, изгубио доста килограма и постао Тејлор Лотнер.

## Улоге
| Глумац           | Лик                      |
| ---------------- | ------------------------ |
| Марк Волберг     | Џонатан „Џон” Бенет      |
| Сет Макфарлан    | Теодор „Тед” Клаберланг  |
| Мила Кунис       | Лори Колинс Бенет        |
| Џесика Барт      | Темилин Мекаферити       |
| Алекс Борстајн   | Хелен Бенет              |
| Жоел Мекхејл     | Рекс                     |
| Џовани Рибиси    | Донaлд „Дони”            |
| Ајдин Минкс      | Роберт                   |
| Патрик Вербартон | Гај                      |
| Мет Валш         | Томас Марфи              |
| Лаура Вандервурт | Тања Тери                |
| Патрик Стјуарт   | наратор                  |
| Семјуел Џоунс    | лично                    |
| Нора Џоунс       | лично                    |
| Том Кени         | Сунђер Боб (камео улога) |
| Тифани           | (камео улога)            |